# Euodynerus bidentatus
Euodynerus bidentatus är en stekelart som först beskrevs av Amédée Louis Michel Lepeletier 1841.  Euodynerus bidentatus ingår i släktet kamgetingar, och familjen Eumenidae. Utöver nominatformen finns också underarten E. b. puniceus.